# Baia de Arieș
Baia de Arieș é uma cidade da Roménia com 4.877 habitantes, localizada no distrito de Alba.